# Valentin Braitenberg

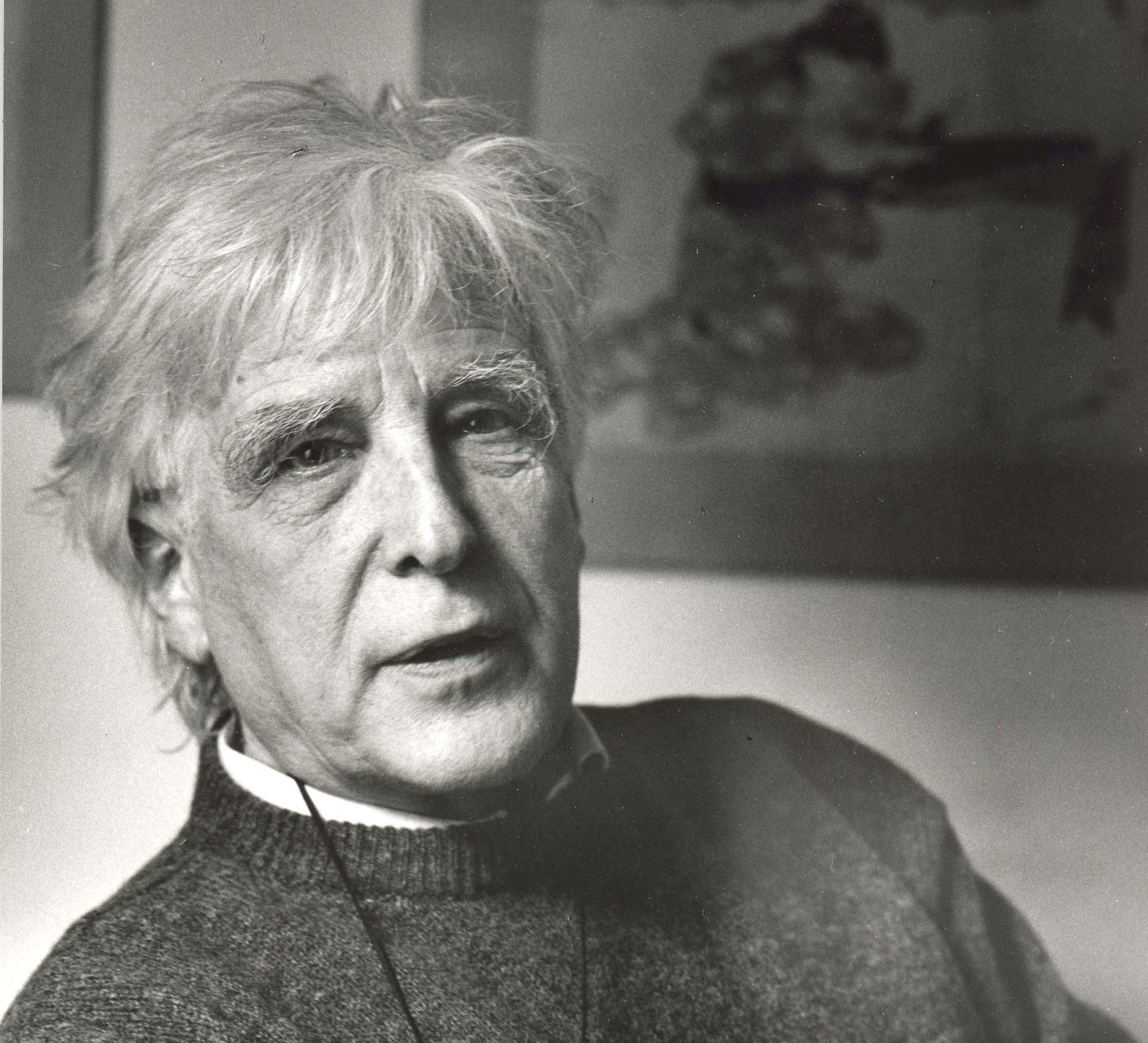
Valentin von Braitenberg

Valentin von Braitenberg (* 18. Juni 1926 in Bozen; † 9. September 2011 in Tübingen; auch Valentin bzw. Valentino Braitenberg) war ein Südtiroler Hirnforscher, Kybernetiker und Schriftsteller.

## Leben
Valentin von Braitenberg wurde als Sohn des späteren Senators Carl von Braitenberg
1926 in eine Südtiroler Adelsfamilie geboren, die seinen Vornamen nur in der italianisierten Form „Valentino“ ins Geburtsregister eintragen durfte. Dieser erste Widerspruch war einer der Auslöser für die widersprechende, lebenslange Denkarbeit Braitenbergs. Braitenberg besuchte das italianisierte humanistische Gymnasium Bozen, der Deutschunterricht erfolgte in der Familie. Zusätzlich hatte er eine Ausbildung als Geiger am Konservatorium in Bozen. Im Unterschied zur Mehrheit der Südtiroler optierte seine Familie als „Dableiber“. Im letzten Kriegsjahr kam er im deutsch-besetzten Südtirol infolge widerständiger Äußerungen in eine Strafkompanie, die in Innsbruck Bombenblindgänger beseitigen musste.
Nach Kriegsende studierte Braitenberg in Innsbruck zunächst Physik, später dann Medizin und war Bratschist im Tiroler Landesorchester. Die Promotion und Facharztausbildung für Neurologie und Psychiatrie erfolgten in Rom. Nach Forschungsjahren in Deutschland und in den USA habilitierte er in Kybernetik und Informationstheorie und wurde Professor für Kybernetik am Physikalischen Institut der Universität Neapel. Von 1968 bis zur Emeritierung 1994 war er Direktor am Max-Planck-Institut für biologische Kybernetik in Tübingen und Honorarprofessor an den Universitäten Tübingen und Freiburg. Von 1998 bis 2001 war er Präsident des Laboratorio di Scienze Cognitive der Universität Trient in Rovereto.
In der Roboterszene wurde Braitenberg durch sein Buch Vehikel bekannt.
Hierin beschreibt er in 14 Beispielen, wie mit Sensoren ausgestattete Fahrzeuge (die so genannten Braitenberg-Vehikel) autark auf Umweltreize reagieren können und wie scheinbar sehr komplexes Verhalten schon durch verblüffend einfache Mechanismen bewirkt werden kann.

## Familie
Er lebte mit seiner US-amerikanischen Frau Elisabeth, Tochter der Irene Mermet und des Juristen John Hanna, in Neapel, Tübingen und Meran. Zu ihren drei Kindern gehört der Südtiroler Journalist Zeno Braitenberg.

## Ehrungen
Valentin von Braitenberg wurde 1995 die Ehrendoktorwürde der Universität Salzburg verliehen. Die Stadt Rovereto ernannte ihn zum Ehrenbürger. Die Stadt Tübingen übergab ihm und seiner Frau Elisabeth die Ehrenmedaille zur 50-jährigen Hochzeit.

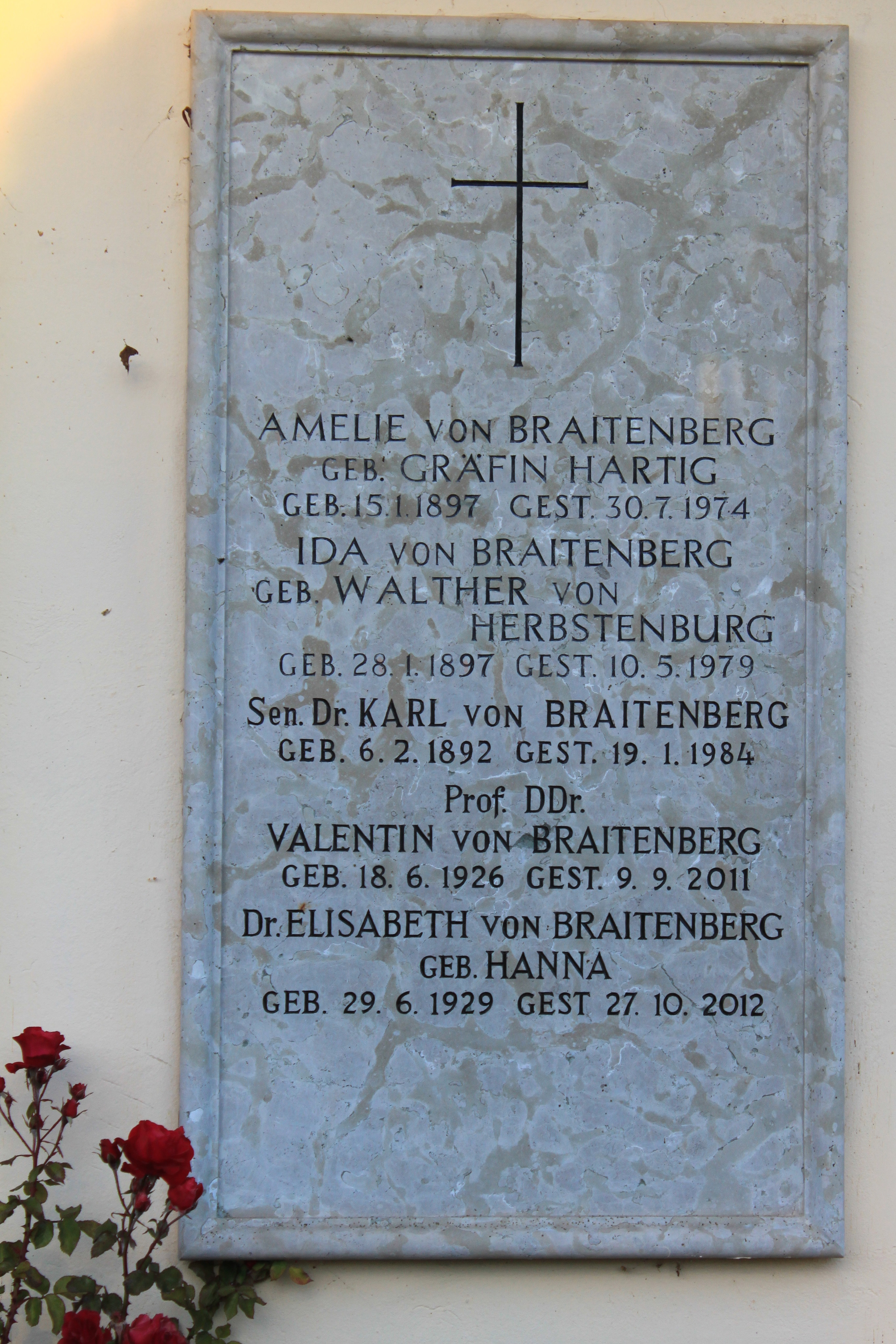
Grabstein mit den Einträgen von Valentin und Elisabeth von Braitenberg auf dem Friedhof von Maria Himmelfahrt bei Oberbozen

## Preise
Das Bernstein Netzwerk hat 2012 den Valentin-Braitenberg-Preis eingerichtet, der von der Südtiroler Landesverwaltung unterstützt wird.
1994 wurde Valentin von Braitenberg der Golden Neuron Preis überreicht, der als Wanderpokal gedacht war. Weitere Preisträger waren Günther Palm, Werner von Seelen und Eve Marder.

## Werke
- mit M. Kemali: Atlas of the frog‘s brain. Springer, Berlin 1969
- Gehirngespinste: Neuroanatomie für kybernetisch Interessierte. Springer, Berlin 1973, ISBN 3-540-06055-3
- On the Texture of Brains, An introduction to Neuroanatomy for the Cybernetically Minded. Springer Verlag 1977, ISBN 0-387-08391-X
- Vehicles: Experiments in synthetic psychology. MIT Press, Cambridge 1984, ISBN 978-0-262-52112-3
  - Vehikel. Experimente mit künstlichen Wesen. LIT Verlag, Münster 2004, ISBN 3-8258-7160-6
- Heimliche Mitte der Welt. Warum Südtirols Hauptstadt Bozen so wenig tirolerisch ist. Autobiografischer Text, in: Merian, September 1987, S. 22–31
- Gescheit sein (und andere unwissenschaftliche Essays). Haffmans, Zürich 1987, ISBN 3-251-00112-4
- mit Almut Schüz: Anatomy of the Cortex, Statistics and Geometry . Springer Verlag 1991, ISBN 3-540-53233-1
- mit Ad Aertsen: Information Processing in the Cortex. Experiments and Theory. Springer-Verlag 1992, ISBN 3-540-55391-6
- mit Inga Hosp: Evolution: Entwicklung und Organisation in der Natur, das Bozner Treffen 1993. Rowohlt 1994, ISBN 3-499-19706-5
- mit Inga Hosp (Hrsg.): Simulation, Computer zwischen Experiment und Theorie. Rowohlt 1995, ISBN 3-499-19927-0
- Il Gusto Della Lingua. Alfa & Beta, 1996, ISBN 88-7223-026-8
- Ill oder Der Engel und die Philosophen. Roman. Haffmans Zürich 1999, ISBN 3-251-00424-7
- Das Bild der Welt im Kopf. Eine Naturgeschichte des Geistes. LIT Verlag 2004, ISBN 3-8258-7181-9
- Information – der Geist in der Natur. Mit einem Geleitwort von Niels Birbaumer. Schattauer Verlag 2011, ISBN 978-3-7945-2768-7